# Championnat du Burkina Faso de football 2003
Navigation
Saison précédente Saison suivante
La saison 2003 du Championnat du Burkina Faso de football est la quarante-et-unième édition de la première division au Burkina Faso, organisée sous forme de poule unique, le Championnat National, où toutes les équipes se rencontrent deux fois au cours de la saison. En fin de saison, le dernier du classement est relégué et remplacé par le champion de deuxième division tandis que le club classé 11e affronte le vice-champion de D2 en barrage de promotion-relégation.
C'est le tenant du titre, l'ASFA Yennenga qui remporte à nouveau la compétition cette saison après avoir terminé en tête du classement final, avec quatre points d'avance sur l'US Ouagadougou et six sur l'Étoile Filante de Ouagadougou. C'est le sixième titre de champion du Burkina Faso de l'histoire du club.

## Qualifications continentales
Deux places en compétitions continentales sont réservées aux clubs burkinabés : le champion se qualifie pour la Ligue des champions de la CAF 2004 tandis que le vainqueur de la Coupe du Burkina Faso obtient son billet pour la Coupe de la confédération 2004.

## Les clubs participants
| - Union sportive des Forces armées - Étoile Filante de Ouagadougou - ASFA Yennenga - ASF Bobo-Dioulasso - Racing Club de Bobo - Kiko Football Club - Promu en Championnat National | - US Ouagadougou - Rail Club du Kadiogo - US FRAN - Santos FC - ASEC Koudougou - Union sportive de la Comoé |

## Compétition
Le barème de points servant à établir le classement se décompose ainsi :
- Victoire : 3 points
- Match nul : 1 point
- Défaite : 0 point

### Classement
| Rang | Équipe                           | Pts | J  | G  | N | P  | Bp | Bc | Diff |
| ---- | -------------------------------- | --- | -- | -- | - | -- | -- | -- | ---- |
| 1    | ASFA YennengaT                   | 51  | 22 | 16 | 3 | 3  | 31 | 12 | +19  |
| 2    | US Ouagadougou                   | 47  | 22 | 15 | 2 | 5  | 33 | 17 | +16  |
| 3    | Étoile Filante de OuagadougouC   | 45  | 22 | 14 | 3 | 5  | 40 | 13 | +27  |
| 4    | Rail Club du Kadiogo             | 37  | 22 | 10 | 7 | 5  | 34 | 24 | +10  |
| 5    | ASF Bobo-Dioulasso               | 35  | 22 | 9  | 8 | 5  | 21 | 16 | +5   |
| 6    | Racing Club de Bobo              | 24  | 22 | 5  | 9 | 8  | 23 | 29 | -6   |
| 7    | US FRAN                          | 23  | 22 | 5  | 8 | 9  | 21 | 25 | -4   |
| 8    | Union sportive des Forces armées | 23  | 22 | 5  | 8 | 9  | 18 | 29 | -11  |
| 9    | Kiko Football ClubP              | 22  | 22 | 6  | 4 | 12 | 12 | 33 | -21  |
| 10   | Santos FC                        | 20  | 22 | 5  | 5 | 12 | 23 | 33 | -10  |
| 11   | Union sportive de la Comoé       | 18  | 22 | 4  | 6 | 12 | 14 | 25 | -11  |
| 12   | ASEC Koudougou                   | 17  | 22 | 4  | 5 | 13 | 22 | 36 | -14  |

|  | Qualification pour la Ligue des champions de la CAF 2004                      |
|  | Qualification pour la Coupe de la confédération 2004                          |
|  | Participation au barrage de promotion-relégation                              |
|  | Relégation directe en D2                                                      |
|  | T : Tenant du titre C : Vainqueur de la Coupe du Burkina Faso P : Promu de D2 |

### Matchs

#### Barrage de promotion-relégation
Le 11e du Championnat national affronte le vice-champion de D2 en barrage pour déterminer le dernier club participant au championnat de première division la saison suivante.
| Équipe 1             | Résultat | Équipe 2                   | Aller | Retour |
| -------------------- | -------- | -------------------------- | ----- | ------ |
| Olympic Nahouri (D2) | 3 - 1    | Union sportive de la Comoé | 2 - 0 | 1 - 1  |

- La promotion de l’Olympic Nahouri en première division est annulée à la suite d'un appel de l’Union sportive de la Comoé, qui obtient son maintien en Championnat National.

## Bilan de la saison
| Championnat du Burkina Faso de football 2003 |                               |
| Champion                                     | ASFA Yennenga (6e titre)      |
| Coupes et trophées                           |                               |
| Vainqueur de la Coupe du Burkina Faso 2003   | Étoile Filante de Ouagadougou |
| Qualifications continentales                 |                               |
| Ligue des champions de la CAF 2004           | ASFA Yennenga                 |
| Coupe de la confédération 2004               | Étoile Filante de Ouagadougou |
| Promotions et relégations                    |                               |
| Promus en Championnat National               | AS SONABEL                    |
| Relégués en Deuxième division                | ASEC Kadougou                 |